# آنتونی جرارد
آنتونی جرارد (انگلیسی: Anthony Gerrard؛ زادهٔ ۶ فوریهٔ ۱۹۸۶) یک بازیکن فوتبال اهل ایرلند است.